# Waterscheerling
De waterscheerling (Cicuta virosa) is een vaste plant uit de schermbloemenfamilie (Umbelliferae of Apiaceae). De plant komt van nature voor in de gematigde zone van het noordelijk halfrond en is zeer giftig, vooral de wortel.
De waterscheerling bloeit van juni tot augustus.

## Etymologie
De naam Cicuta zou samenhangen met het Oudgriekse 'kuó' dat 'hol zijn' beduidt en zo verband houdt met de holle wortel. De scheerling ontleent zijn naam aan een Middelnederlands woord 'screninc' dat 'drek' of 'mest' betekent en aldus samenhangt met de typische geur van de plant.
De soortaanduiding virosa maakt nog duidelijk dat de plant 'giftig' is.
Er is altijd veel verwarring geweest bij de naamgeving. Zo is Cicuta ook gebruikt om dolle kervel (Chaerophyllum temulum) aan te duiden. Evenzo de gevlekte scheerling (Conium maculatum).

## Beschrijving
Deze overblijvende nauwe verwant van de peterselie en de selderij is een tot 1,2 m. hoge plant van de waterkant. Een forse rechtopstaande of drijvende wortelstok blijkt bij doorsnijden door tussenschotten in vele kamertjes verdeeld te zijn. Deze geurige wortelstok is zwaar giftig.
De in hun geheel driehoekige samengestelde bladeren zijn dubbel geveerd en de vrij grote bladslippen zijn smal lancetvormig en hebben een gezaagde rand. Ze kleuren in het najaar rood/geel.
Aan de top van de rolronde stengels zijn de kleinbloemige witte of roze schermen te vinden. Ze zijn nogal bol, bestaan uit vele stralen en hebben geen omwindsel maar wel omwindseltjes. De vruchtjes zijn tweedelige splitvruchten en ongeveer rond en breed geribd. De deelvruchtjes zijn eenzadig.

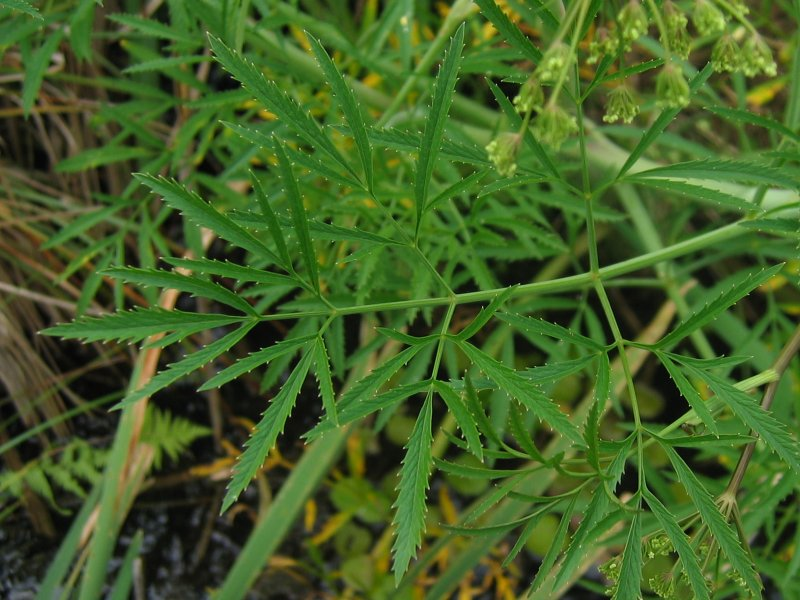
blad

## Voorkomen
Waterscheerling komt voor in moerassen, vochtige veengebieden, voedselrijke slappe zompige oevers van kanaal, plas en poel.